# Joan Huydecoper van Maarsseveen (1625-1704)
Joan Huydecoper, heer van Maarsseveen en Neerdijk (Amsterdam, 21 februari 1625 – aldaar, 1 december 1704) stamde uit het patriciërsgeslacht Huydecoper en was tussen 1673-1693 dertien keer burgemeester van Amsterdam. Hij woonde in tegenstelling tot de meeste andere burgemeesters niet aan een van de hoofdgrachten, maar in de Jordaan. In 1666 werd hij bewindhebber van de Vereenigde Oostindische Compagnie (VOC); in 1681 Raad in de Admiraliteit van Amsterdam.

## Biografie

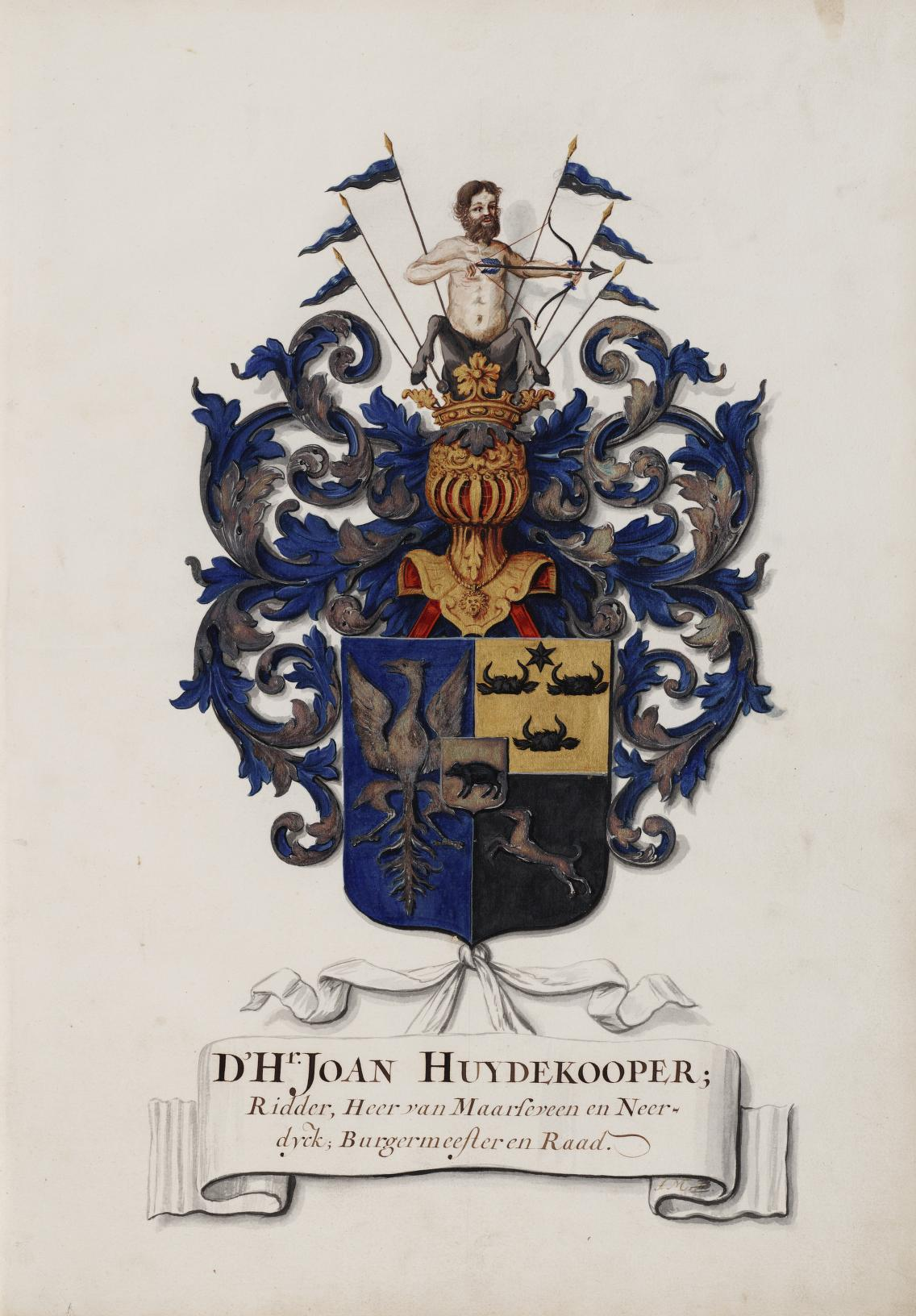
Het wapen van Joan Huydecoper door Jan Moninckx

Joan was de oudste zoon van Johan Huydecoper van Maarsseveen. Oorspronkelijk heette de familie Bal, huydecoper was hun alias. Hij ging op school in Weesp en op zijn zestiende naar de Universiteit van Utrecht. Daar woonde hij bij de rector, de calvinistische theoloog Voetius. In 1646 promoveerde Huydecoper evenwel in Leiden. Vervolgens ging hij op reis naar Saumur in Frankrijk (1647), Zwitserland en Italië, maar hij bleef in Genève steken, omdat zijn vader geen geld meer wilde sturen. De reis kostte 300 gulden per maand, dat was destijds een modaal jaarsalaris. Jacob Fransz. Hinlopen en zijn vrouw Maria namen het op voor hem bij Huydecoper senior.
In 1655 reisde hij met zijn vader en Pieter de Graeff, zoon van Cornelis de Graeff, op diplomatieke missie naar Frederik Willem van Brandenburg in Berlijn om besprekingen te voeren over een bondgenootschap tegen Zweden. Op 12 maart 1656 trouwde Joan met zijn volle nicht Sophia Coymans (1636-1714). In 1658 werkte hij als handelscorrespondent in het kantoor van de firma Coymans op de Keizersgracht, waar zijn schoonmoeder de scepter zwaaide. Joan kon niet opschieten met Sophia Trip, de dochter van Elias Trip. De echtelieden verhuisden naar de Lauriergracht 86. 
In 1660 dineerde hij twee keer met Mary Stuart en reisde naar Scheveningen om haar vertrek naar Engeland te aanschouwen. In 1661 ontving hij Amalia van Solms en haar dochter, de vrouw van de keurvorst van Brandenburg bij een tegenbezoek op Goudestein. In 1666 werd hij bewindhebber van de VOC, na steun te verlenen aan burgemeester Gillis Valckenier.

## Burgemeester van Amsterdam

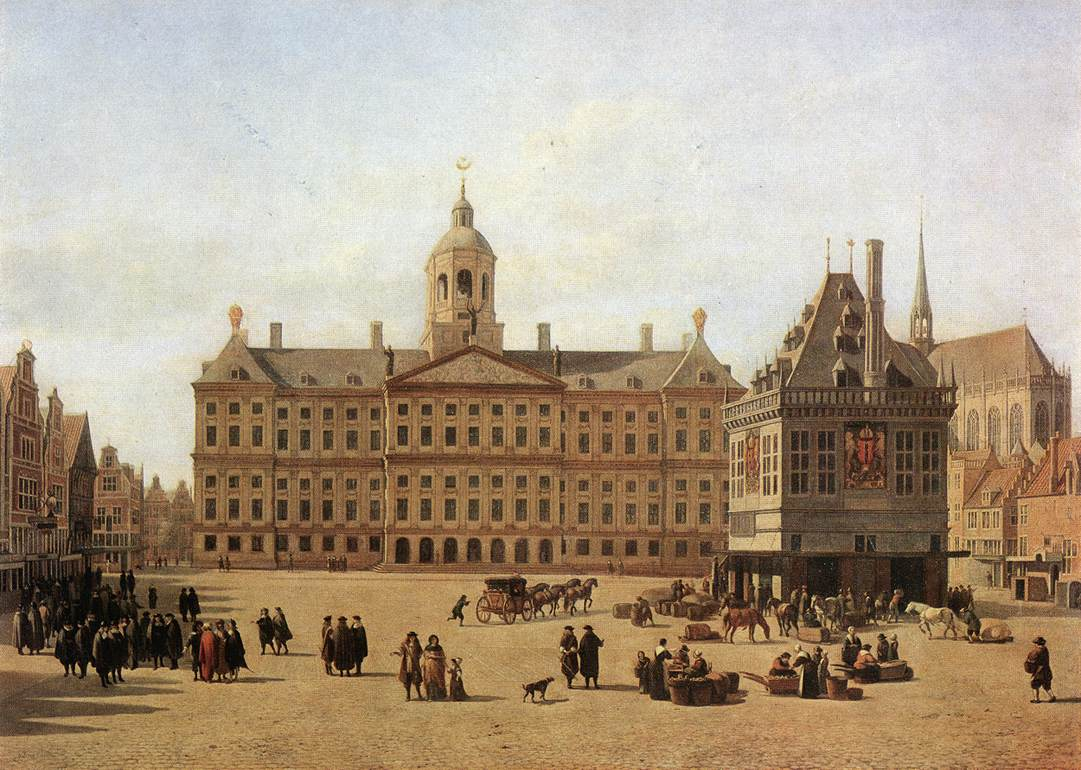
Het stadhuis op de Dam door Gerrit Berckheyde

In 1672 wist Huydecoper door het betalen van een forse som te voorkomen dat de Franse troepen Goudestein plunderden, en verkreeg hij een vrijgeleide van François-Michel le Tellier, Marquis de Louvois. Tegelijkertijd werden de rijpe abrikozen en perziken in kisten gestopt en naar Amsterdam vervoerd; de klinken werden van de deuren gehaald, het lood van de daken en het bootje werd afgezonken in de vijver. Hij bracht de nacht door met het inpakken van de inboedel, die hij de volgende dag in een inderhaast gehuurde schuit naar Amsterdam liet brengen.
In 1673 werd hij burgemeester van Amsterdam, nadat stadhouder Willem III de wet verzette en zestien vroedschapsleden ontsloeg. Al in 1675 raakte Huydecoper met de stadhouder in conflict. In 1681 werd hij lid van de Admiraliteit. In 1683 werd in Amsterdam een compagnie opgericht door Cornelis van Aerssen van Sommelsdijk, Jacob Boreel, Huydecoper, Gillis en Willem Sautijn en Philip van Hulten om een plantage met suikermolens te beginnen. Bij de oprichting van de Sociëteit van Suriname was vastgelegd dat de handel voor iedere inwoner van de Republiek vrij zou zijn. Niettemin moet de compagnie als bedreiging worden gezien voor de Sociëteit.
In 1685 wist zijn zwager Balthasar Coymans het asiento van de Spaanse koning te verkrijgen. In 1689 weigerde hij de nominatie van schepenen aan de stadhouder/koning in Engeland te zenden. Hij kreeg een bijzondere brief van zijn vriend Coenraad van Beuningen over het einde der tijden. In 1690 waren Huydecoper, Cornelis Bors van Waveren, Johannes Hudde, Jacob Boreel en Nicolaes Witsen betrokken bij een proces tegen Romeyn de Hooghe; aanleiding waren de erotische prenten te koop in zijn winkel in Kalverstraat. Samen met burgemeester Hinlopen en Cornelis Bors van Waveren raakte hij in conflict met Hans Willem Bentinck. In 1693 was zijn rol uitgespeeld. In 1696 kocht hij Amstel 216, het voormalige woonhuis van Coenraad van Beuningen.

### Dagboeken

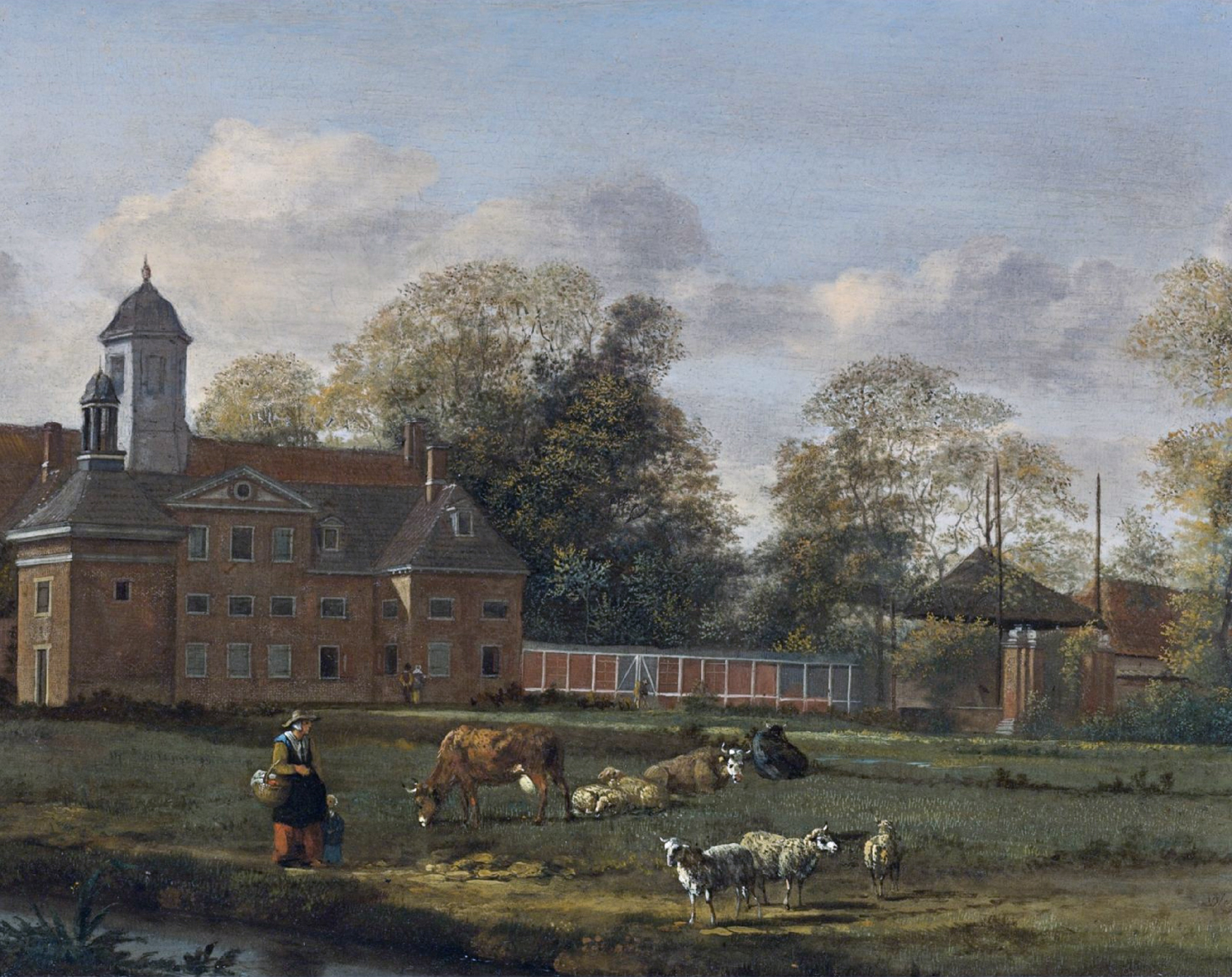
De achterkant van Goudestein door Jan van der Heyden

Joan Huydecoper hield jarenlang een dagboek bij, waarin hij veel bijzonderheden noteerde, met wie hij dronk en rookte, hoe laat hij thuis kwam, en naar welke kerk hij ging, wat hij als geschenk had gekregen, meestal etenswaar, zaad of planten, maar ook een papegaai en een aap, die alle glazen omgooide. "De dagboeken waren vooral een lopende balans, waarin credit en debet werden gewogen - niet op het financiële, maar op het sociale vlak." Huydecoper was geobsedeerd door voortplanting en was daarin opmerkelijk openhartig; opvallend is zijn kwantitatieve benadering van het onderwerp. Hij vermeldde in 1659 steeds als hij met zijn vrouw de liefde had bedreven. In december 1676 schaatste hij van Maarssen naar Baambrugge en terug. In 1679 weigerde hij nog langer op zondag bij zijn schoonmoeder Sophia Trip te gaan eten. Huydecoper kreeg als voogd ook ruzie met zijn nicht Johanna Maria Hinlopen, een dochter van Jan J. Hinlopen, over haar voorgenomen huwelijk. In januari 1681 ging hij met zijn twee nichtjes Sara en Johanna Hinlopen naar de Italiaanse opera van Dirck Strijcker, waar een werk van Pietro Andrea Ziani werd opgevoerd: De daden van Hercules om Deianira. Tot slot raakte ook Maria Temminck, de vrouw van zijn oudste zoon, uit de gunst. In 1696 noteerde hij dat hij tijdens het Aansprekersoproer uitgemaakt werd voor een landverrader, zijn spullen verborg bij de buren en met zijn vrouw in bed kroop.
Sophia was elf keer zwanger; zeven kinderen bleven in leven: Johannes (1656-1703), Maria Eleonora (1658-1706), Sophia (1662-1742), Balthasar (1664-1686), Josef (1667-1709), Jan Elias (1669-1744), Constantia Eliana (1677-1743).

### Hortus Botanicus

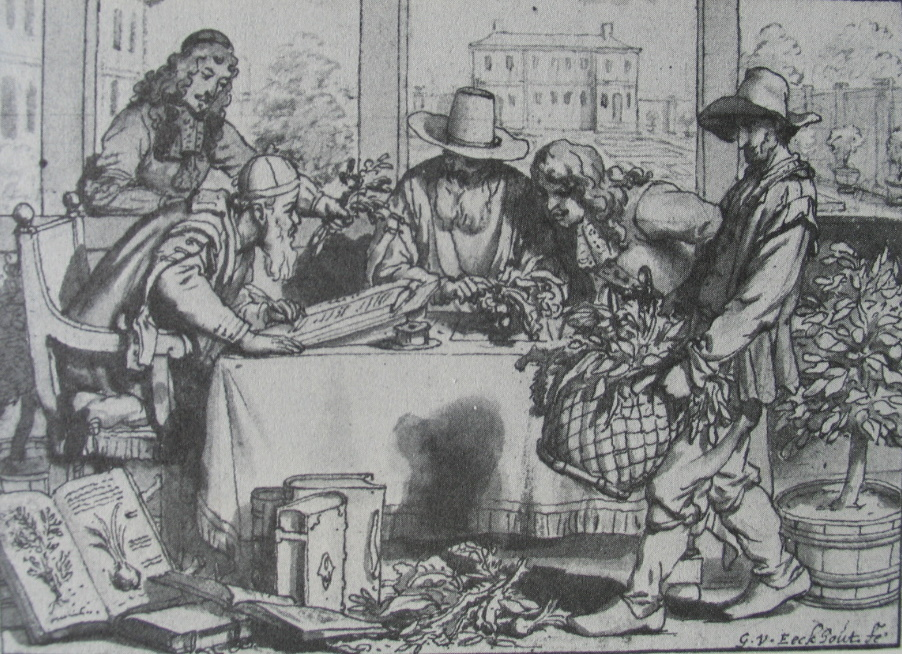
Botanici aan het werk, door Gerbrand van den Eeckhout

Joan Huydecoper kweekte op zijn buitenplaats langs de Vecht en met enig profijt taxus en meloenen. Hendrik van Rheede droeg zijn Hortus Malabaricus op aan onder andere Huydecoper. Rond 1682 behoorden hij en Jan Commelin tot de oprichters van de Hortus Botanicus Amsterdam. Op verzoek van Huydecoper stuurden zijn neven Johan Bax van Herenthals, Simon van der Stel, en Isaac Johannes Lamotius regelmatig Zuid-Afrikaanse gewassen en zaden naar Amsterdam. Deze werden verdeeld over particuliere liefhebbers van planten en de Amsterdamse stadtuin. Ook van andere vestigingen van de VOC, Mauritius, Batavia, Amboina, Ceylon, Bengalen, Coromandel en Suriname werd door Huydecoper plantenmateriaal en -tekeningen verzameld voor de Amsterdamse Hortus.
Huydecoper onderhield een correspondentie met Simon van der Stel, een indo met grote interesse in botanie en wijnbouw,  die op vraag van Gaspar Fagel en Huydecoper was begonnen met de aanplant in de VOC-tuin op Kaap de Goede Hoop van kaneel-, kruidnagel en kamferboompjes, om te acclimatiseren, alvorens naar Nederland te worden verscheept. De VOC was beducht voor aanplant elders, zoals in Suriname en de boompjes zijn in 1685 verwoest door de zoon van Rijklof van Goens.
Hij ging meerdere malen op bezoek bij Antonie van Leeuwenhoek in Delft om door de microscoop naar allerlei dierkens te kijken. Huydecoper correspondeerde met Cosimo III de' Medici, mogelijk over botanie. Een herbarium dat hem was toegestuurd door Joan Bacx werd na zijn dood verkocht aan Hans Sloane.

## Huydecoper als verzamelaar van kunst
Joan Huydecoper wordt in tegenstelling tot zijn vader nooit speciaal als maecenas genoemd. Niettemin is het verzameld werk van Jan Vos aan hem opgedragen, omdat zijn vader inmiddels was gestorven. Op de Lauriergracht woonden diverse kunstenaars als Govaert Flinck, Jurriaen Ovens, die zijn portret schilderde, Gerrit Uylenburgh, Melchior de Hondecoeter en Johannes Lingelbach bij wie hij soms op bezoek ging. In zijn huis was een bibliotheek met een Blaeuatlas, zijn vrouw verzamelde chinees en japans porselein.

### Het afscheid van tsaar Peter de Grote
Nadat het officiële gedeelte van de missie op een complete mislukking was uitgelopen, keerden de Russen naar Amsterdam terug. Daar bleven ze maanden talmen, in de hoop van hun gastheren toezeggingen los te peuteren, die de smart van hun politieke fiasco wat zou verlichten.
Op 16 januari 1698 ontmoette Huydecoper bij een inspectie van het O.Z. Herenlogement tsaar Peter de Grote, meer dan twee meter lang en een stevige drinker. Jacob J. Hinlopen accepteerde de uitnodiging om het afscheid te vieren, Huydecoper twijfelde. Toen hij de grote glazen zag, snelde hij zich naar de trap, maar werd in zijn nek gegrepen. Joan moest plaatsnemen tussen de tsaar en zijn assistent Lefort en besloot met gevaar voor zijn leven door de zure appel te bijten.

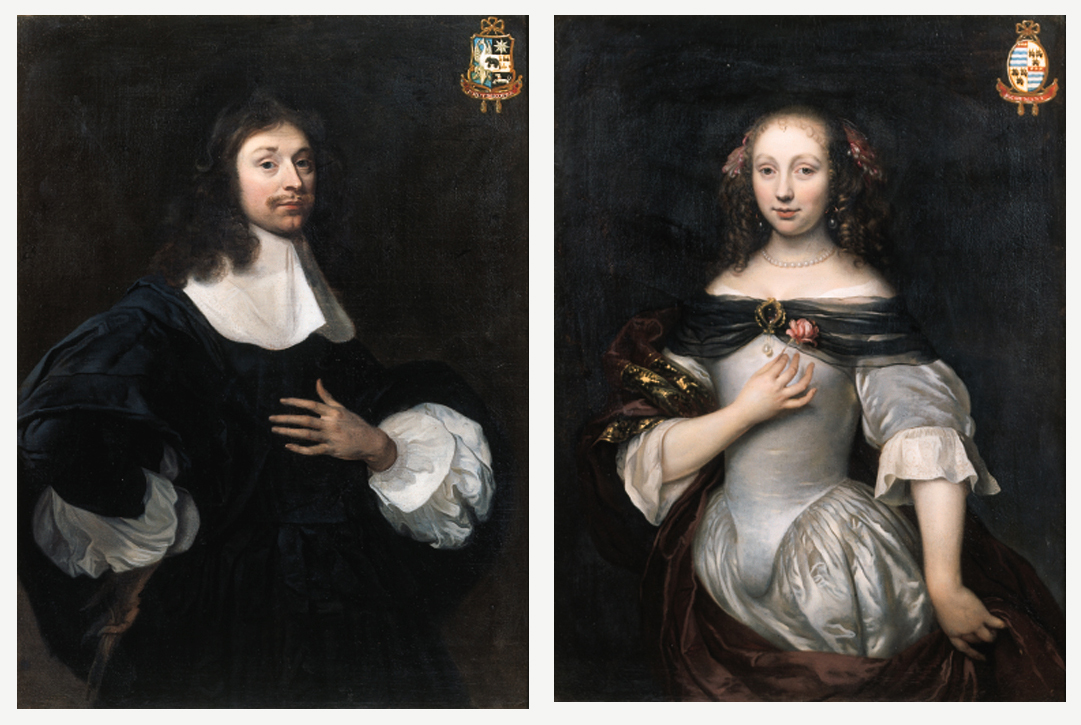
Joan Huydecoper en zijn vrouw Sophia Coymans
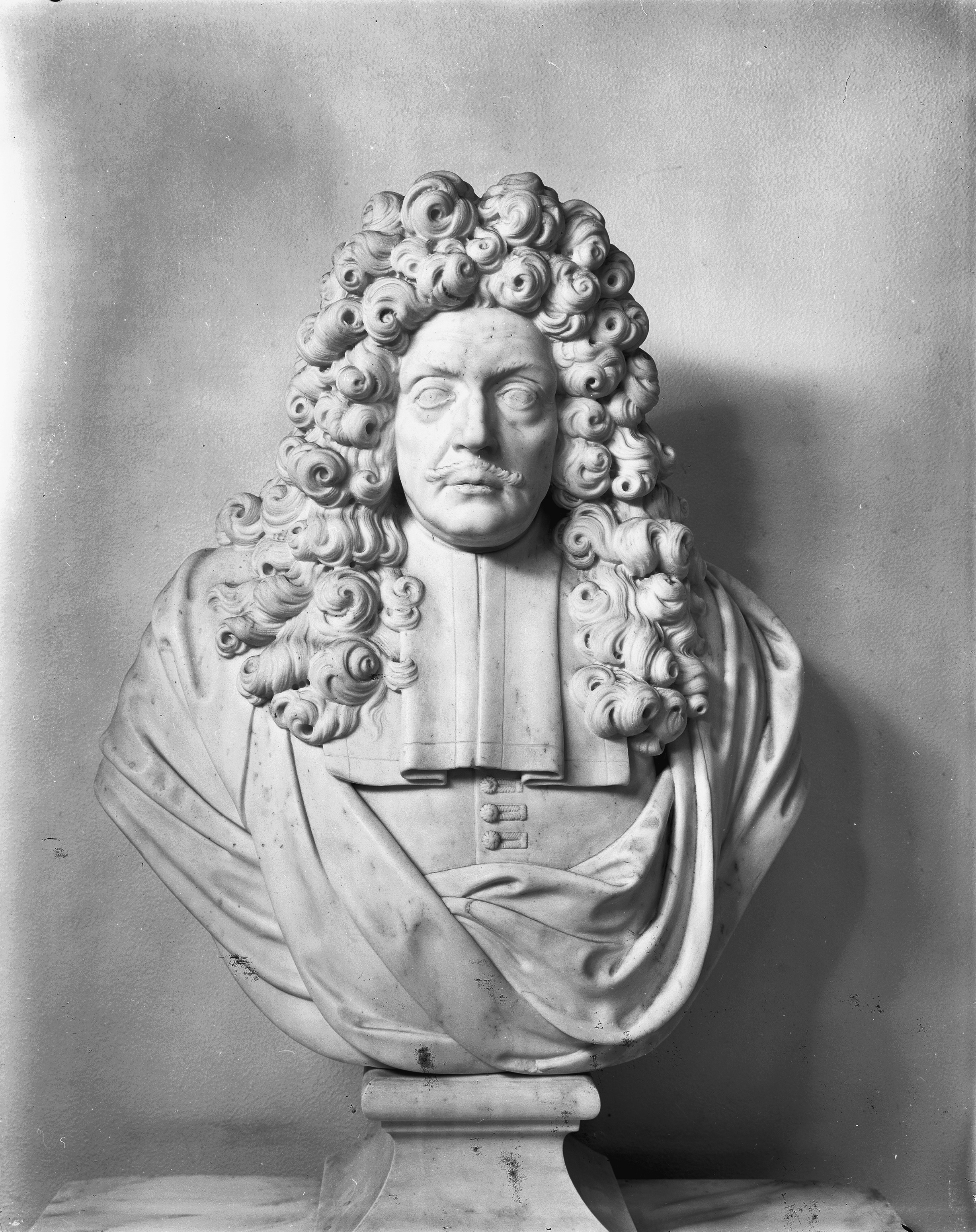
Buste van J. Huydecoper (1625-1704) in het Paleis op de Dam
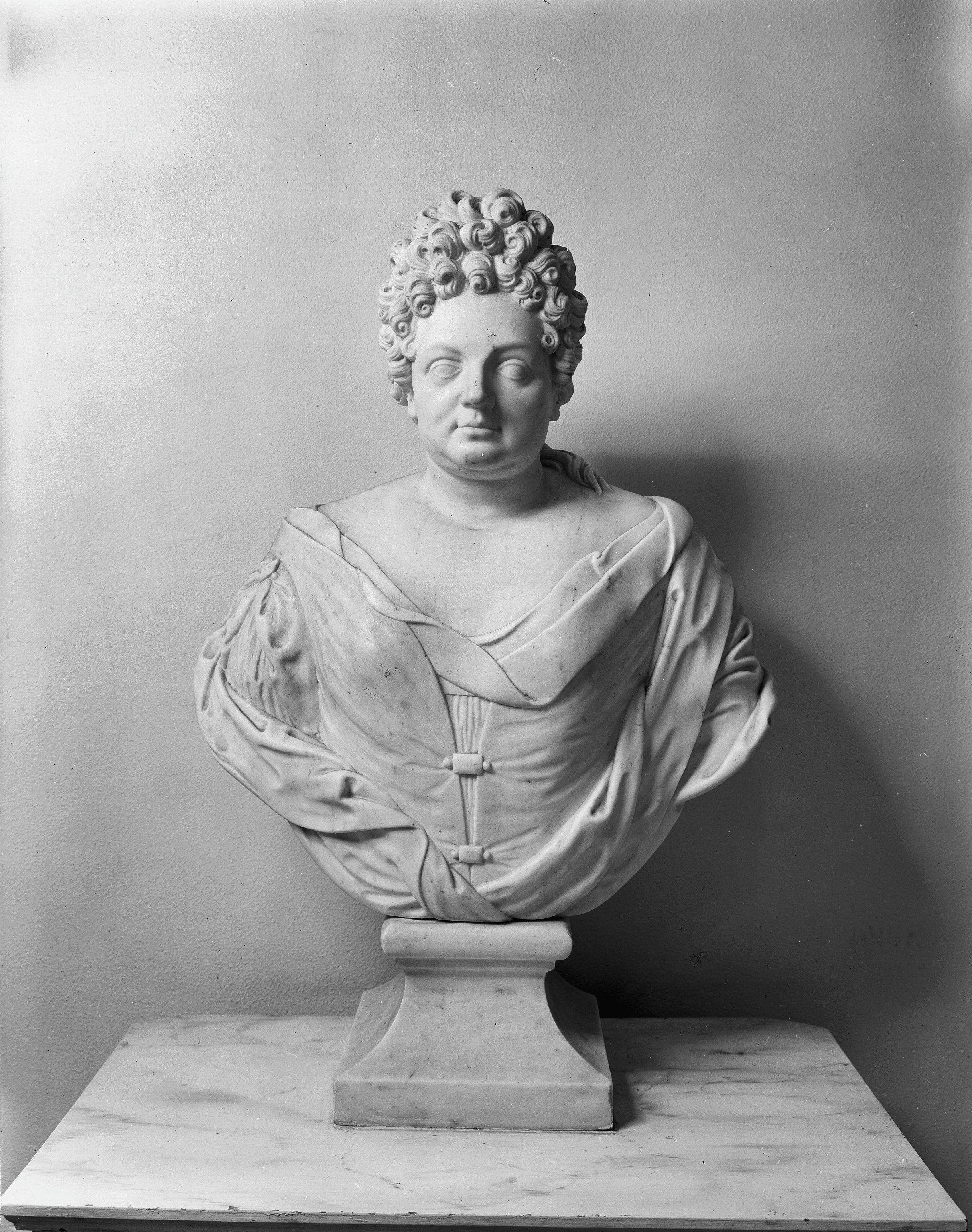
Buste van Sophia Coymans in het Paleis op de Dam